# Tania Ferrazza
Tania Ferrazza (Roma, 21 gennaio 1974) è un'ex cestista e allenatrice di pallacanestro italiana.
Centro di 194 cm, ha giocato con Marino A2, Priolo A1, Termini Imerese con promozione in serie A1 e Maddaloni in Serie A1.Umbertide A 2, Cus Chieti A 2.

## Carriera
Ha partecipato alle Coppe Ronchetti 1994, 1995 e 1997 e alla Fiba Europa Cup 2005. In Nazionale ha partecipato all'All-star game 1995 a Roma, alle Olimpiadi di Atlanta 1996, ai ritiri e stage negli anni 1997, 1998, 2001 e 2003.
Nel 2005 si trasferisce da Priolo a Maddaloni, ma a gennaio 2006 decide di trasferirsi ad Umbertide.
Acquistata nell'estate 2007 da Chieti, lascia la squadra già a ottobre rescindendo il contratto per passare a Campobasso.
Lascia Campobasso nel dicembre 2009. Torna a vestire la maglia della Women's Basket Campobasso nel marzo 2011.
Dopo il ritiro, nel 2012, diventa coordinatrice dell'area pallacanestro per il Minerva Basket. Nella stagione 17-18 ha allenato la squadra del campionato molisano under 13 maschile della Cestistica Campobasso, in coppia con la leggenda del basket campobassano Luigi "Gino" De Vivo.

## Statistiche
Dati aggiornati al 22 aprile 2012

| Stagione        | Squadra                   | Competizione | Partite | Partite | Partite | Statistiche tiro | Statistiche tiro | Statistiche tiro | Altre statistiche | Altre statistiche | Altre statistiche | Altre statistiche | Altre statistiche |
| Stagione        | Squadra                   | Competizione | Pres.   | Titol.  | Minuti  | Tiri da 2        | Tiri da 3        | Liberi           | Rimb.             | Assist            | Rubate            | Stopp.            | Punti             |
| --------------- | ------------------------- | ------------ | ------- | ------- | ------- | ---------------- | ---------------- | ---------------- | ----------------- | ----------------- | ----------------- | ----------------- | ----------------- |
| 1993-1994       | Cestistica Marino         | Serie A1     | 9       |         | 61      | 2/10             | 0                | 1/2              | 13                | 0                 | 3                 |                   | 5                 |
| 1994-1995       | Isab Energy Priolo        | Serie A1     | 25      |         | 343     | 17/40            | 0                | 9/13             | 56                | 1                 | 17                |                   | 43                |
| 1995-1996       | Isab Energy Priolo        | Serie A1     | 26      |         | 283     | 32/50            | 0                | 9/9              | 36                | 0                 | 10                |                   | 73                |
| 1996-1997       | Isab Energy Priolo        | Serie A1     | 8       |         | 64      | 1/6              | 0                | 0                | 7                 | 0                 | 4                 |                   | 2                 |
| 1997-1998       | Isab Energy Priolo        | Serie A1     | 16      |         | 205     | 14/33            | 0/1              | 10/12            | 30                | 2                 | 3                 |                   | 38                |
| 1998-1999       | Isab Energy Priolo        | Serie A1     | 17      |         | 192     | 9/26             | 0                | 3/5              | 19                | 0                 | 9                 |                   | 21                |
| 1999-2000       | Isab Energy Priolo        | Serie A1     | 3       |         | 48      | 1/4              | 0/1              | 0/2              | 6                 | 0                 | 2                 |                   | 2                 |
| 2000-2001       | Vini Corvo T. Imerese     | Serie A1     | 29      |         | 699     | 96/189           | 0/1              | 54/70            | 146               | 17                | 48                |                   | 246               |
| 2001-2002       | Trogylos Priolo           | Serie A1     | 11      |         | 238     | 30/52            | 0                | 13/17            | 45                | 1                 | 6                 |                   | 73                |
| 2002-2003       | Acer Priolo               | Serie A1     | 25      |         | 471     | 38/86            | 0                | 32/40            | 121               | 3                 | 16                |                   | 108               |
| 2003-2004       | Acer Priolo               | Serie A1     | 29      |         | 435     | 43/103           | 0/1              | 30/42            | 118               | 8                 | 9                 |                   | 146               |
| 2004-2005       | Acer Priolo               | Serie A1     | 26      |         | 265     | 30/56            | 0                | 21/31            | 52                | 3                 | 9                 | 0                 | 81                |
| '05-gen. '06    | Coconuda Maddaloni        | Serie A1     | 11      | 0       | 70      | 5/16             | 0                | 3/6              | 19                | 2                 | 1                 | 0                 | 13                |
| gen. '06-'06    | Alunni Impianti Umbertide | Serie A2     | 13      | 11      | 358     | 54/123           | 0                | 15/25            | 117               | 17                | 22                | 6                 | 123               |
| 2006-2007       | Liomatic Umbertide        | Serie A2     | 13      | 5       | 185     | 24/54            | 0                | 12/20            | 54                | 8                 | 15                | 1                 | 60                |
| '07-ott. '07    | Caffè Mokambo Chieti      | Serie A2     | 1       | 0       | 8       | 2/2              | 0                | 0                | 1                 | 0                 | 1                 | 0                 | 4                 |
| nov. '07-'08    | Women's Basket Campobasso | Serie B1     |         |         |         |                  |                  |                  |                   |                   |                   |                   |                   |
| 2008-2009       | Women's Basket Campobasso | Serie B1     |         |         |         |                  |                  |                  |                   |                   |                   |                   |                   |
| '09-dic. '09    | Women's Basket Campobasso | Serie B1     |         |         |         |                  |                  |                  |                   |                   |                   |                   |                   |
| mar. '11-'11    | Women's Basket Campobasso | Serie B1     |         |         |         |                  |                  |                  |                   |                   |                   |                   |                   |
| Totale carriera |                           |              |         |         |         |                  |                  |                  |                   |                   |                   |                   |                   |

## Palmarès
- Campionato italiano: 1
Trogylos Priolo: 1999-2000